# Gébicsricsóka
A gébicsricsóka vagy holdas ricsóka (Serilophus lunatus) a madarak osztályának verébalakúak (Passeriformes) rendjébe, a ricsókafélék (Eurylaimidae) családjába tartozó Serilophus nem egyetlen faja.

## Előfordulása
Banglades, Bhután, Kambodzsa, Kína, India, Indonézia, Laosz, Malajzia, Mianmar, Nepál, Thaiföld, és Vietnám területén honos. Örökzöld és félörökzöld szubtrópusi erdők lakója.

## Alfajai
- Serilophus lunatus aphobus
- Serilophus lunatus elisabethae
- Serilophus lunatus impavidus
- Serilophus lunatus intensus
- Serilophus lunatus lunatus
- Serilophus lunatus polionotus
- Serilophus lunatus rothschildi
- Serilophus lunatus rubropygius
- Serilophus lunatus stolidus

## Megjelenése
Testhossza 16-17 centiméter, testtömege 25-35 gramm. Farka fekete, fartője sötét rozsda színű. Mell- és szárnytollai fehér csíkosak.

## Életmódja
Párban vagy vegyes fajú csoportokban él. Rovarokkal, csigákkal és kis gyíkokkal táplálkozik. Lakásban, kalitkában is tartják.

## Szaporodása
Párzási időszaka márciustól júliusig tart, leginkább esős időszakra esik. Fészkében 4–7 tojás található.